# Polychrotidae
Polychrotidae је мала фамилија  гуштера налик игуанама, која је понекад класификована као потфамилија Polychrotinae унутар фамилије Iguanidae.  
Фамилију сачињава један савремени род Polychrus и изумрли род Afairiguana.  Неки аутори сматрају да ова фамилија треба да обухвати и род Anolis. 